# Бізнес-аналітик
Бізнес-аналітик — фахівець, що використовує методи бізнес-аналізу для аналітики потреб діяльності організацій з метою визначення проблем бізнесу і пропозиції їхнього розв'язку.
Міжнародний Інститут Бізнес-Аналізу (IIBA, International Institute of Business Analysis) визначає бізнес-аналітика «як посередника між зацікавленими особами для збору, аналізу, комунікації та перевірки вимог щодо зміни бізнес-процесів, регламентів і інформаційних систем. Бізнес-аналітик розуміє проблеми та можливості бізнесу в контексті вимог і рекомендує рішення, що дозволяють організації досягти своїх цілей».
Термін не є сталим, часто для найменування фахівців, що виконують функції бізнес-аналітика використовуються синоніми — системний аналітик, аналітик вимог.
У консалтинговому бізнесі бізнес-аналітиком називається позиція консультанта, який орієнтований на спілкування і формалізацію вимог кінцевих користувачів з урахуванням основного бізнесу організації.

## Обов'язки бізнес-аналітика
- опис і структурування вимог компанії замовника;
- взаємодія з співробітниками компанії замовника на етапі попереднього обстеження;
- виконання аналізу інформації, отриманої від співробітників компанії замовника;
- надання аналітичних висновків на основі отриманої інформації;
- проведення інтерв'ю з представниками компанії замовника;
- участь у попередніх продажах в ролі експерта.